# Tlalmotolo
Tlalmotolo är en ort i Mexiko.   Den ligger i kommunen Ixtacamaxtitlán och delstaten Puebla, i den sydöstra delen av landet, 150 km öster om huvudstaden Mexico City. Tlalmotolo ligger 2 795 meter över havet och antalet invånare är 275.
Terrängen runt Tlalmotolo är huvudsakligen kuperad, men västerut är den bergig. Runt Tlalmotolo är det ganska tätbefolkat, med 124 invånare per kvadratkilometer. Närmaste större samhälle är Libres, 10,7 km sydost om Tlalmotolo. Trakten runt Tlalmotolo består till största delen av jordbruksmark.